# Synagogi w Łodzi

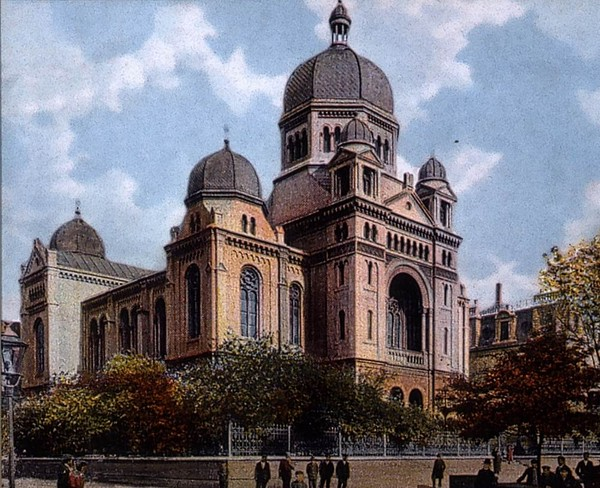
Wielka Synagoga, al. T. Kościuszki; spalona w listopadzie 1939

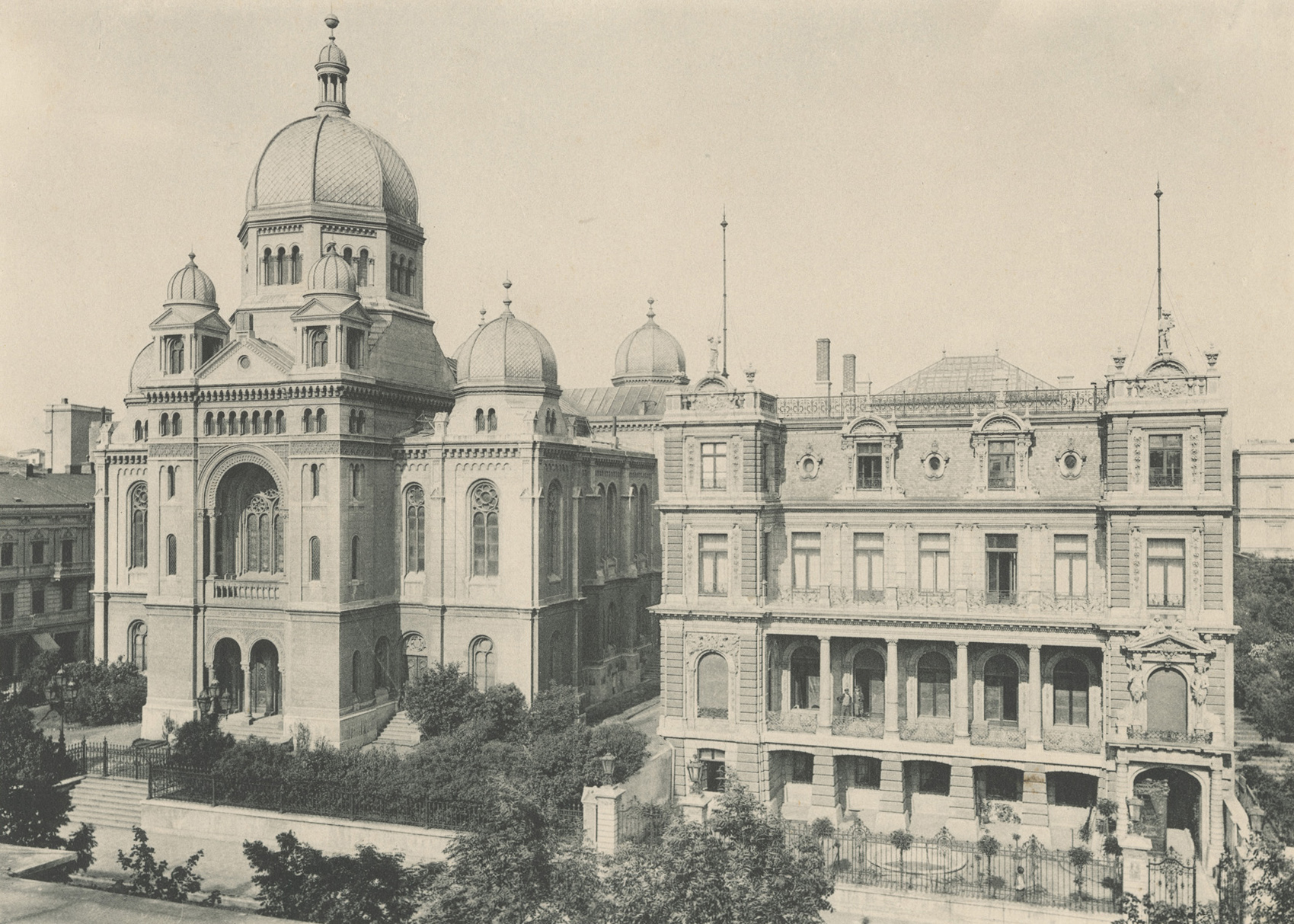
Wielka Synagoga, ok. 1896

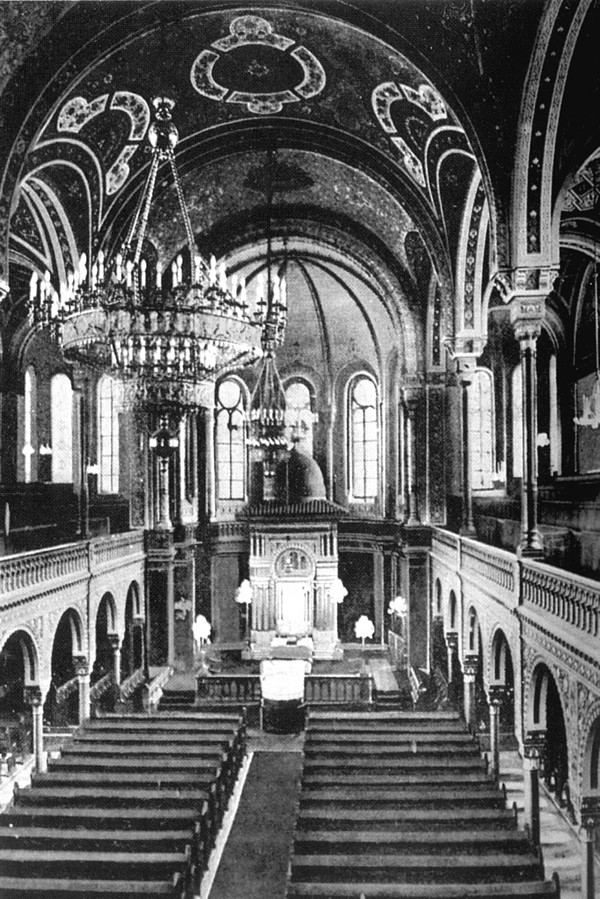
Wnętrze Wielkiej Synagogi

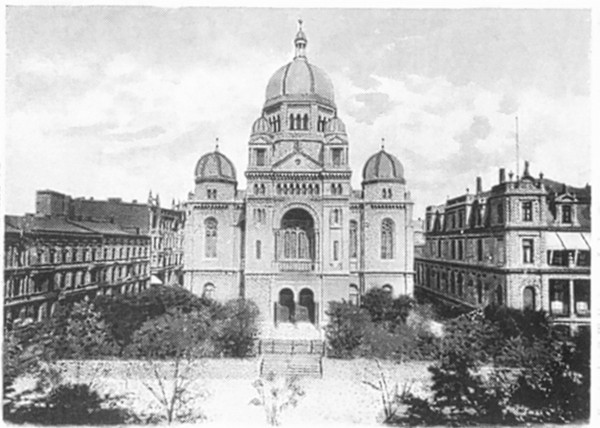
Fasada Wielkiej Synagogi

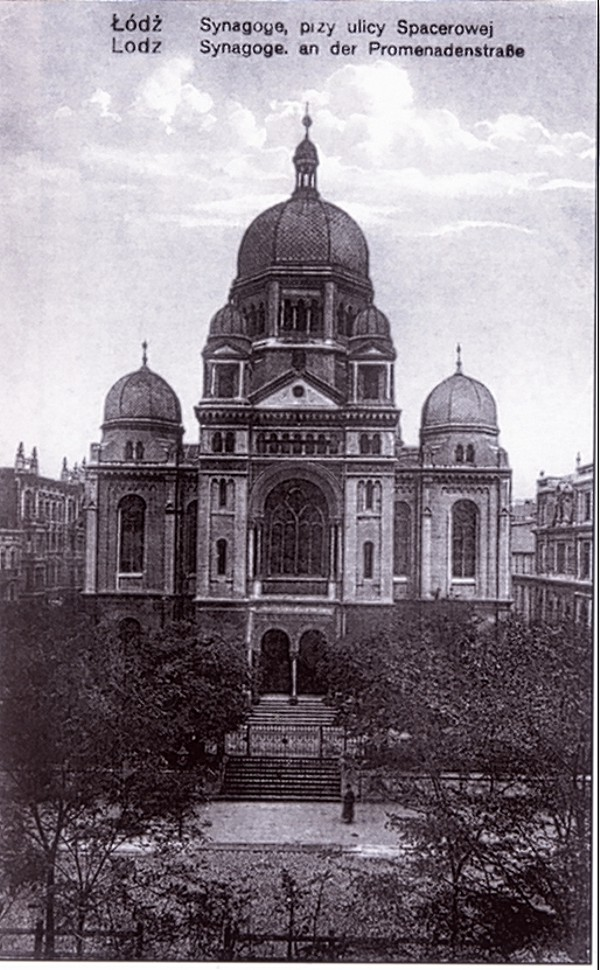
Wielka Synagoga

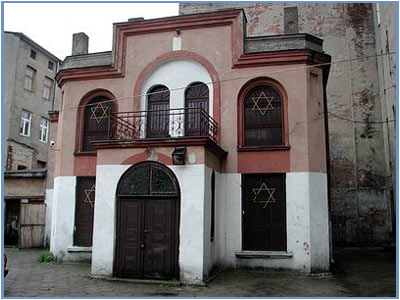
Synagoga Reicherów, ul. Rewolucji 1905 nr 28; funkcjonująca okazjonalnie

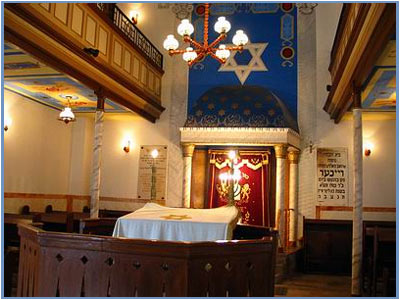
Wnętrze synagogi Reicherów

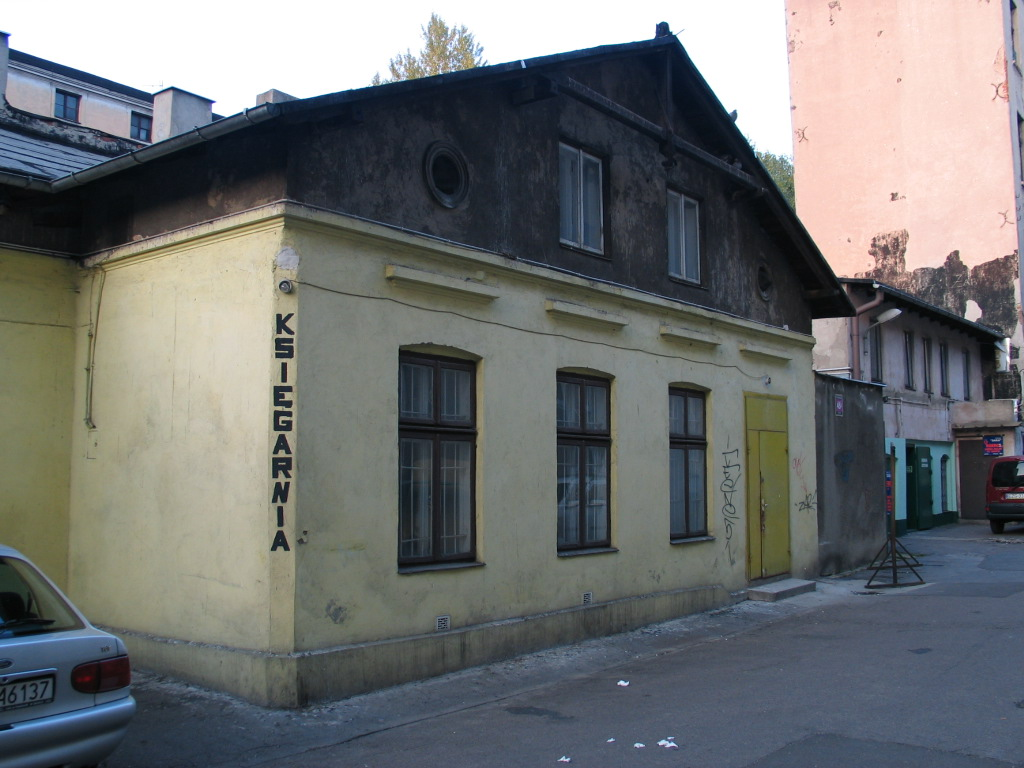
Synagoga przy Piotrkowskiej 46

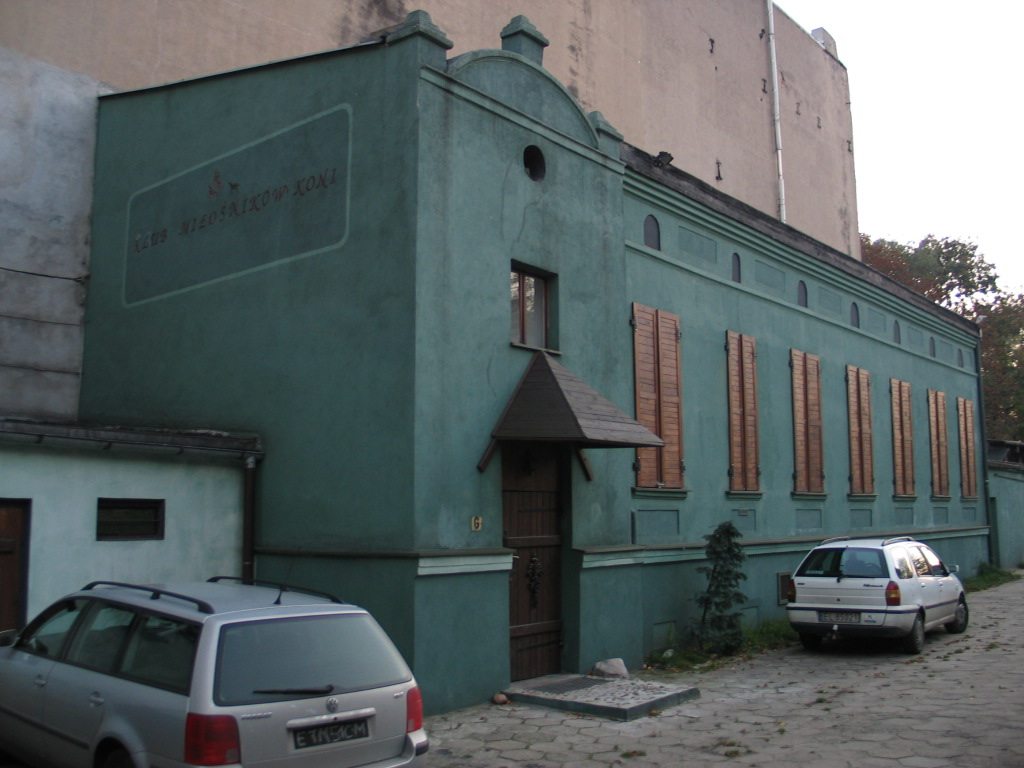
Synagoga przy Zgierskiej 32

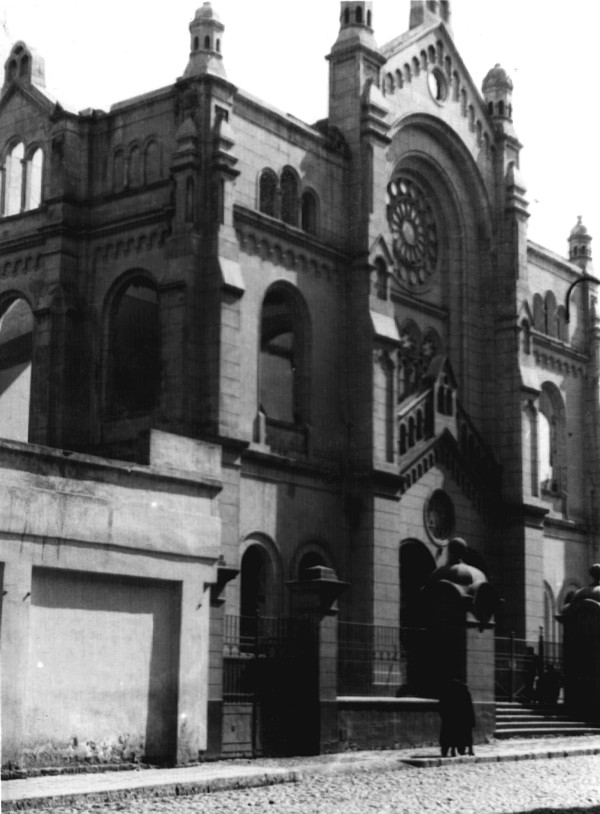
Synagoga Ezras Izrael, ul. Wólczańska 6; zburzona w listopadzie 1939

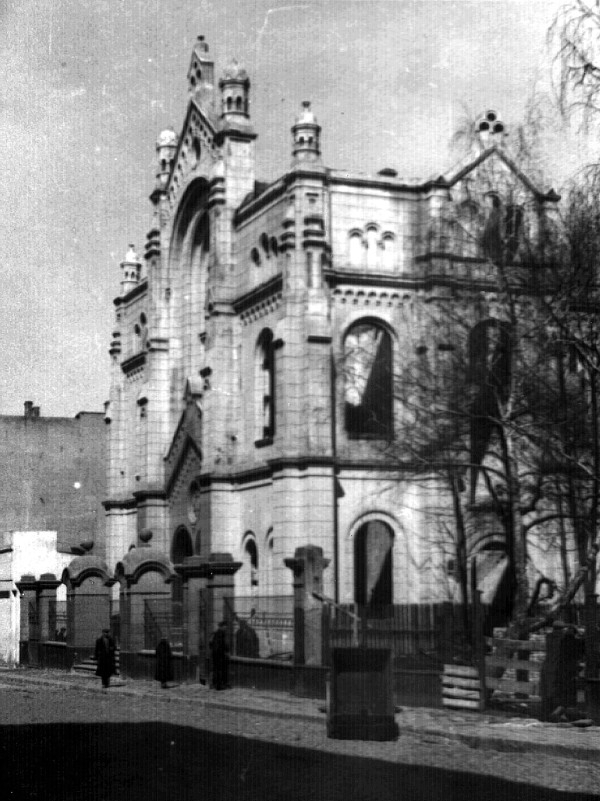
Synagoga Ezras Izrael

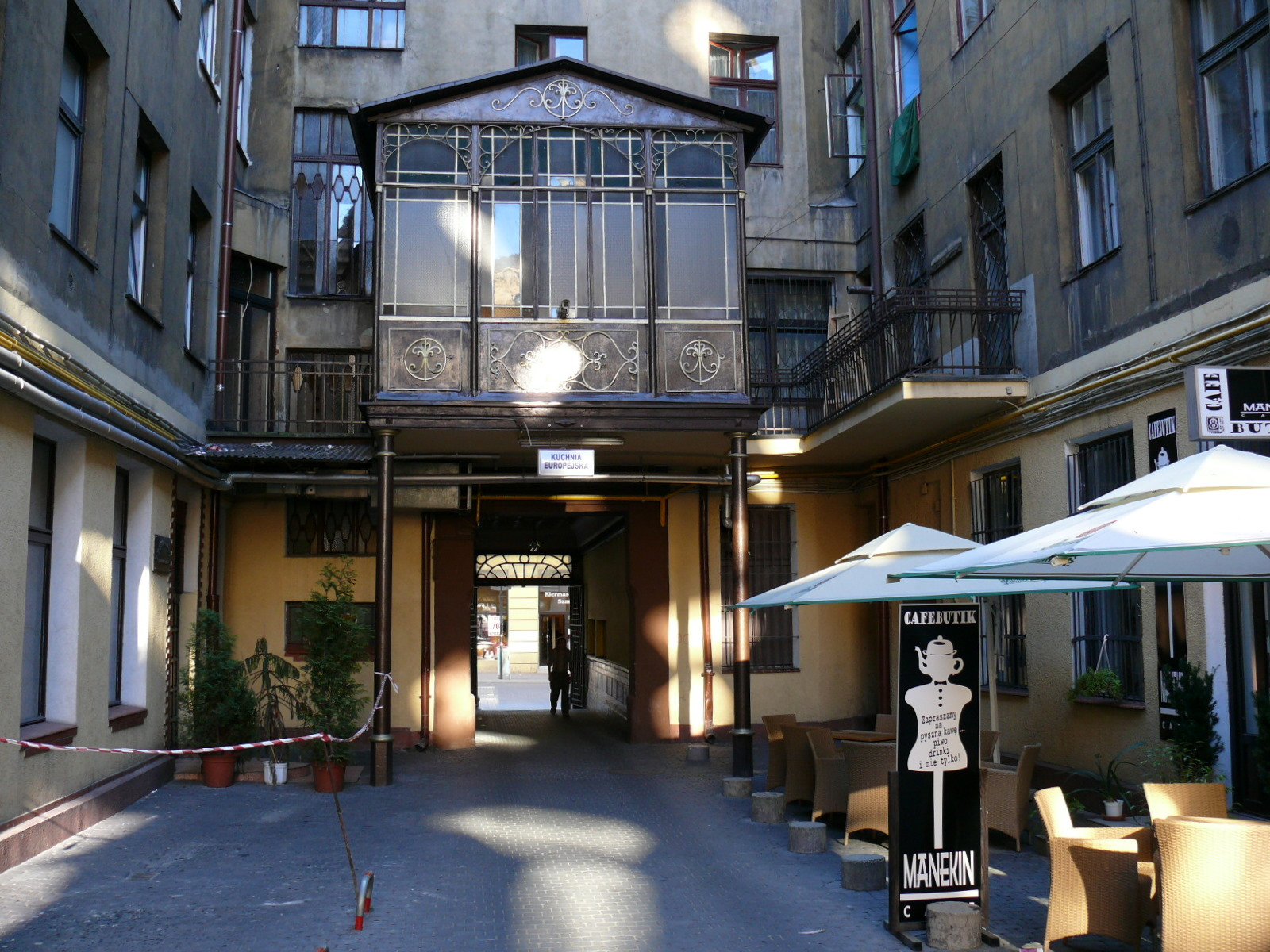
Kuczka Chaskiela Pelca, ul. Piotrkowska 88

W Łodzi przed II wojną światową funkcjonowało ponad 250 synagog i domów modlitwy. W większości były to małe, prywatne bożnice znajdujące się w prywatnych mieszkaniach, przybudówkach i oficynach kamienic. Zwyczajowo najczęściej nazywane od nazwisk właścicieli.
Synagogą – według zasad judaizmu – może być każde pomieszczenie, w którym na wschodniej ścianie zawieszona zostanie specjalna „skrzynka” i w której będzie przechowywana Tora, czyli najważniejszy tekst objawiony judaizmu. Określenia „synagoga” – ewentualnie „bożnica” lub „bóżnica”, sztibl lub szul – przyjęło się używać do dużych reprezentacyjnych budynków. Natomiast inne miejsca to izby lub domy modlitwy. Wystarczy jak zbierze się dziesięciu Żydów i takie pomieszczenie na czas ich modłów staje się automatycznie „synagogą”. Natomiast nigdy kaplica przedpogrzebowa, choćby tak duża jak w Łodzi, nie będzie synagogą, bo nie ma w niej Tory. Nieraz domy modlitwy bywają mylone z tzw. kuczkami, które związane są ze świętem „Sukkot” (święto namiotów).
Pierwszą, drewnianą, synagogą znajdującą się w Łodzi była Stara Synagoga w Łodzi znajdująca się przy ulicy Wolborskiej 20.
Czynne synagogi:
- Synagoga Reicherów w Łodzi, ul. Rewolucji 1905 r. nr 28 (okazjonalnie)
- Synagoga w Łodzi (ul. Pomorska 18) (w siedzibie Gminy Żydowskiej; czynna na bieżąco)

Niegdysiejsze duże synagogi w Łodzi, które zostały zburzone przez Niemców pomiędzy listopadem 1939 a połową 1940; według obecnych adresów miejsc po nich:
- Synagoga Alte Szil w Łodzi (ul. Wolborska 29)
- Wielka Synagoga w Łodzi (al. T. Kościuszki 2)
- Synagoga Wilker Shul w Łodzi (ul. Zachodnia 56, ob. 70)
- Synagoga Ezras Izrael w Łodzi (ul. Wólczańska 6)
- Synagoga Ohel Jakow w Łodzi (ul. Gdańska 18)

## Indeks

### A
Aleksandrowska (ob. ulica Limanowskiego):
- Synagoga Zalmy Szpichlera w Łodzi
- Synagoga Dawida Ofenbacha w Łodzi
- Synagoga Hersza Izbickiego w Łodzi

Aleksandryjska (ob. Bojowników Getta Warszawskiego):
- Synagoga Bera Senderowicza i Chaima Potera w Łodzi
- Synagoga Abrama Miaskowskiego w Łodzi
- Synagoga Mojżesza Rormana w Łodzi
- Synagoga Abrama Bialka i Hersza Grynsztejna w Łodzi
- Synagoga Lejba Lubochińskiego i Wolfa Milicha w Łodzi
- Synagoga Emanuela Najmana w Łodzi
- Synagoga Dawida Walda w Łodzi
- Synagoga Zeliga Wajsbega w Łodzi
- Synagoga Zandela Orenbacha w Łodzi
- Synagoga Wolfa Milicha w Łodzi
- Synagoga Eliasza Majera Krawieckiego w Łodzi
- Synagoga Lejba Rodzyńskiego w Łodzi

### B
Benedykta (ob. 6 Sierpnia):
- Synagoga Józefa Lewsztajna w Łodzi
- Synagoga Abrama Rapaporta w Łodzi
- Synagoga Moszka Lipskiego w Łodzi

Brzezińska (ob. Wojska Polskiego):
- Synagoga Aleksandra Sztejna w Łodzi
- Synagoga Jakuba Oszkowskiego i Michała Wrżonskiego w Łodzi

### C
Cegielniana (ob. S. Jaracza):
- Synagoga im. Salomona Nusena w Łodzi
- Synagoga Kadesza Gilmana w Łodzi
- Synagoga Lejba Helmana w Łodzi
- Synagoga Arona Kona w Łodzi (ul. Cegielniana 29)
- Synagoga Salomona Monata w Łodzi
- Synagoga Hersza Szpejberga i Jakuba Zaksa w Łodzi (ul. Cegielniana 46)
- Synagoga Dydiego Bergera w Łodzi (ul. Cegielniana 48)
- Synagoga Linas Hacholim w Łodzi
- Synagoga Josela Urysona w Łodzi (ul. Cegielniana 56)

### D
Długiej (ob. Gdańska):
- Synagoga Chaima Janowskiego w Łodzi
- Synagoga Symchy Uberbauma w Łodzi
- Synagoga Józefa Gejnzlera w Łodzi (ul. Długa 68)
- Synagoga Józefa Gejnzlera w Łodzi (ul. Długa 76)
- Synagoga Gerszona Goldberga w Łodzi

Drewnowska:
- Synagoga Izraela Rotmana w Łodzi (ul. Drewnowska 4)
- Synagoga Jankiela Kalińskiego i Jankiela Zarzewskiego w Łodzi
- Synagoga Izraela Rotmana w Łodzi (ul. Drewnowska 11)
- Synagoga Kopela Koplowicza w Łodzi
- Synagoga Petera Sendrowicza w Łodzi
- Synagoga Leona Czośniaka w Łodzi
- Synagoga Jankiela Lewkowicza i Wolfa Milicha w Łodzi
- Synagoga Józefa Kona w Łodzi

Dzielna (ob. prez. G. Narutowicza):
- Synagoga Eliasza Łódzkiego w Łodzi (ul. Dzielna 29)
- Synagoga Józefa Nelkina w Łodzi
- Synagoga Szmula Ledermana i Arona Fridricha w Łodzi

### F
Franciszkańska:
- Synagoga Lejba Radzinskiego w Łodzi

### G
Główna (ob. fragment alei J. Piłsudskiego):
- Synagoga Szlamy Grynberga w Łodzi
- Synagoga Chewrat-Miszmorim w Łodzi
- Synagoga Majera Abramowicza w Łodzi (ul. Główna 46)
- Synagoga Isakowicza Gutgolda w Łodzi
- Synagoga w Łodzi (ul. Główna 60)

Graficzna:
- Synagoga w Łodzi (ul. Graficzna 4)

### J
Jakuba:
- Synagoga Beniamina Gostyńskiego w Łodzi
- Synagoga Michała Direnhelda w Łodzi
- Synagoga Mendela Grincwejga w Łodzi
- Synagoga Michała Jakubowicza w Łodzi
- Synagoga Jeszubut Bajs Israel w Łodzi

Jerozolimska (ob. ulica nie istnieje):
- Synagoga Fiszela Lipskiego w Łodzi
- Synagoga Hercyka Zandera w Łodzi
- Synagoga Icka Halperna w Łodzi

Juliusza (ob. Dowborczyków):
- Synagoga Dawida Moszkowicza i Wolfa Mostowicza w Łodzi

### K
Kamienna (ob. Włókiennicza):
- Synagoga Szlamy Lebentala w Łodzi (ul. Kamienna 6)
- Synagoga Mordki Binensztoka w Łodzi
- Synagoga Mordki Hejlmana i Herszela Fejla w Łodzi
- Synagoga Zeliga Rajbenbacha w Łodzi (ul. Kamienna 13)
- Synagoga Józefa Nelkena w Łodzi (ul. Kamienna 13)
- Synagoga Moszka Kaufmana w Łodzi
- Synagoga Izraela Tajcha w Łodzi
- Synagoga Eliasza Łódzkiego w Łodzi (ul. Kamienna 20)

Kielma vel Kelma (ob. Marynarska):
- Synagoga Moszka Trejstera w Łodzi

Konstantynowska (ob. Legionów):
- Synagoga Mordki Bendeta w Łodzi
- Synagoga Herszlika Gnatka w Łodzi

Krótka (ob. R. Traugutta):
- Synagoga Majera Palucha w Łodzi (ul. Krótka 6)
- Synagoga Majera Palucha w Łodzi (ul. Krótka 12)
- Synagoga Chaskiela Walmana w Łodzi

### L
Lutomierska:
- Synagoga Gersza Lizmana w Łodzi

### Ł
Łagiewnicka:
- Synagoga Szymona Friszmana w Łodzi

### M
Mikołajewska (ob. H. Sienkiewicza):
- Synagoga Lichtenberga w Łodzi
- Synagoga Józefa Kaca w Łodzi
- Synagoga Gerszona Federa w Łodzi
- Synagoga w Łodzi (ul. Mikołajewska 69)

### N
Niska:
- Synagoga Mordki Herca w Łodzi (ul. Niska 18)

Nowomiejska:
- Synagoga Abrama Kapłana w Łodzi
- Synagoga Mendela Landau w Łodzi
- Synagoga Wolfa Bermana w Łodzi
- Synagoga Jakuba Lewkowicza w Łodzi
- Synagoga Fajwela Fajtlowicza w Łodzi
- Synagoga Wigdora Jakubowicza i Chaskiela Banata w Łodzi (ul. Nowomiejska 21)
- Synagoga Ezriela Sierakowskiego w Łodzi

Nowo-Zarzewska (ob. Zarzewska):
- Synagoga Gabriela Engela w Łodzi
- Synagoga Eliasza Wajnberga w Łodzi
- Synagoga Izraela Francuza w Łodzi

### O
Ogrodowa:
- Synagoga Lajbusia Hilenberga i Lajbusia Bławata w Łodzi
- Synagoga Aleksandra Bergmana w Łodzi
- Synagoga Abrama Bergera w Łodzi (ul. Ogrodowa 12)
- Synagoga Józefa Perły w Łodzi
- Synagoga Wolfa Warszawskiego w Łodzi

### P
Pańska (ob. S. Żeromskiego):
- Synagoga Majera Łaskiego w Łodzi
- Synagoga Moszka Przygurskiego w Łodzi
- Synagoga Lajba Salamończyka w Łodzi

Pieprzowa (ob. Hersza Berlińskiego):
- Synagoga Lejzera Bursztynowicza w Łodzi (ul. Pieprzowa 14)
- Synagoga Lejzera Bursztynowicza w Łodzi (ul. Pieprzowa 16)
- Synagoga Abrama Rozenberga w Łodzi
- Synagoga Sendera Dykiermana w Łodzi

Piłsudskiego Józefa (ob. Wschodnia):
- Synagoga Majera Girtlera w Łodzi

Piotrkowska:
- Synagoga Sendera Dyszkina w Łodzi
- Synagoga Izraela Senderowicza w Łodzi
- Synagoga Chaima Bławata w Łodzi
- Synagoga Lewiego Cygielberga w Łodzi
- Synagoga Salomona Kona w Łodzi
- Synagoga Chaima Wintera i Symchy Uberbojma w Łodzi
- Synagoga Jakuba Belina w Łodzi
- Synagoga Rachmila Szifowicza w Łodzi
- Synagoga Arona Kona w Łodzi (ul. Piotrkowska 31)
- Synagoga Chaima Wintera w Łodzi
- Synagoga Dydiego Bergera w Łodzi (ul. Piotrkowska 33)
- Synagoga Szymona Grinszpana w Łodzi
- Synagoga Jakuba Sroki w Łodzi
- Synagoga Eliakima Gliksmana i Jakuba Jankielewicza w Łodzi
- Synagoga w Łodzi (ul. Piotrkowska 46)
- Synagoga w Łodzi (ul. Piotrkowska 50)
- Synagoga Izraela Wolberga i Wolfa Majerowicza w Łodzi
- Synagoga Szmula Herszberga i Kadeta Gilwana w Łodzi
- Synagoga Menaszego Bławata i Hersza Muchnickiego w Łodzi
- Synagoga Jakuba Wiślickiego w Łodzi
- Synagoga Chaskiela Pelca w Łodzi
- Synagoga Majera Palucha w Łodzi (ul. Piotrkowska 92)
- Synagoga Berszta Lipszyca w Łodzi
- Synagoga Henocha Bryczkowskiego w Łodzi (ul. Piotrkowska 107)
- Synagoga Moszka Kona w Łodzi
- Synagoga Henocha Bryczkowskiego w Łodzi (ul. Piotrkowska 118)
- Synagoga Icka Gamprechta w Łodzi
- Synagoga Moszka Galtrichta w Łodzi
- Synagoga Lewka Jakubowicza w Łodzi
- Synagoga Bera Wolfa Szpigela w Łodzi
- Synagoga Michała Rotholza w Łodzi

Plac Kościelny:
- Synagoga Szlamy Lebentala w Łodzi (pl. Kościelny 8)

Podrzeczna:
- Synagoga Szulima Nejmana w Łodzi
- Synagoga Moszka Orbacha i Chemii Frenkela w Łodzi
- Synagoga Józefa Szpigela w Łodzi
- Synagoga Ezriela Terakowskiego w Łodzi
- Synagoga Moszka Józefowicza w Łodzi
- Synagoga Lewka Lewkowicza w Łodzi
- Synagoga Józefa Gociała w Łodzi
- Synagoga Hersza Karmioła w Łodzi
- Synagoga Lejba Szwajcara w Łodzi

Południowa (ob. Rewolucji 1905 roku):
- Synagoga Izraela Sendrowicza w Łodzi
- Synagoga Jakuba Finkelberga w Łodzi
- Synagoga Józefa Nelkena w Łodzi (ul. Południowa 18)
- Synagoga Zalmana Solomonowicza w Łodzi (ul. Południowa 20)
- Synagoga Zeliga Rajbenbacha w Łodzi (ul. Południowa 21)
- Synagoga Zalmana Solomonowicza w Łodzi (ul. Południowa 22)
- Synagoga Hersza Lipsztejna i Bernsztejna Codyka w Łodzi
- Synagoga Szlamy Kaca w Łodzi (ul. Południowa 27)
- Synagoga Reicherów w Łodzi
- Synagoga Suchera Lewkowicza w Łodzi

Północna:
- Synagoga Irego Wajnberga w Łodzi
- Synagoga Moszka Kochańskiego w Łodzi
- Synagoga Hersza Zilbersztejna w Łodzi (ul. Północna 6)
- Synagoga Hersza Zilbersztejna w Łodzi (ul. Północna 7)
- Synagoga Moszka Michałowicza w Łodzi
- Synagoga Moszka Fajtlowicza w Łodzi
- Synagoga Zeliga Wajngartena w Łodzi
- Synagoga Majera Adesmana w Łodzi
- Synagoga Lejba Helperna w Łodzi
- Synagoga Szmula Fridmana i Isaaka Szpiwaka w Łodzi
- Synagoga Rafała Landau w Łodzi
- Synagoga Icka Landau w Łodzi
- Synagoga Lewka Zilbermana w Łodzi
- Synagoga Abrama Witelzona w Łodzi
- Synagoga Szymona Frenkela w Łodzi
- Synagoga Majera Kirszbauma w Łodzi
- Synagoga Fiszela Fajna w Łodzi

Promenada (ob. aleja T. Kościuszki):
- Synagoga Majera Palucha w Łodzi

### R
Rokicińska (ob. fragment alei J. Piłsudskiego):
- Synagoga Mordki Herca w Łodzi (ul. Rokicińska 6)
- Synagoga Mordki Herca w Łodzi (ul. Rokicińska 12)
- Synagoga Mordki Herca w Łodzi (ul. Rokicińska 20)
- Synagoga Mordki Herca w Łodzi (ul. Rokicińska 28)
- Synagoga Mordki Herca w Łodzi (ul. Rokicińska 31)

Rynek Nowego Miasta (ob. plac Wolności):
- Synagoga Szlamy Epsztejna w Łodzi (Nowy Rynek 7)
- Synagoga Augusta Barucha w Łodzi

Rzgowska:
- Synagoga Pereca Grinberga w Łodzi
- Synagoga Jankiela Fersztera w Łodzi
- Synagoga Moszka Krela i Moszka Bergera w Łodzi

### S
Składowa:
- Synagoga Icka Maślanki w Łodzi

Skwerowa (ob. Polskiej Organizacji Wojskowej; POW):
- Synagoga Chila Kligiera w Łodzi

Solna:
- Synagoga Berka Dawida Radzynera w Łodzi (ul. Solna 5)
- Synagoga Berka Dawida Radzynera w Łodzi (ul. Solna 8)
- Synagoga Icka Frenkela w Łodzi

Staro-Brzezińska (niezidentyfikowana):
- Synagoga w Łodzi (ul. Staro-Brzezińska 36)

Staro-Zarzewska (ob. S. Przybyszewskiego):
- Synagoga Szlamy Fridmana w Łodzi
- Synagoga Mordki Markusa w Łodzi (ul. Staro-Zarzewska 5)
- Synagoga Moszka i Chaima Goldbergów w Łodzi

Stary Rynek:
- Synagoga Henocha Łódzkiego w Łodzi
- Synagoga Wolfa Frenkela i Jakuba Orbacha w Łodzi
- Synagoga Judy Lubochińskiego i Lejba Joskowicza w Łodzi
- Synagoga Abrama Latowicza i Bombla Kaufepana w Łodzi
- Synagoga Majera Rormana w Łodzi
- Synagoga Abrama Bergera w Łodzi (Stary Rynek)

Stodolniana (ob. fragment ulicy Zachodniej):
- Synagoga Jonasa Czośniaka w Łodzi

### Ś
Średniej (ob. Pomorska):
- Synagoga Jakuba Honigsztajna i Majera Krula w Łodzi
- Synagoga Roberta Karpfa w Łodzi
- Synagoga Bera Krauskopfa w Łodzi

### T
Targowa:
- Synagoga Henocha Frenkela w Łodzi
- Synagoga Majera Abramowicza w Łodzi (ul. Targowa 65)

### W
Widzewska (ob. J. Kilińskiego):
- Synagoga Szlamy Epsztejna w Łodzi (ul. Widzewska 27)
- Synagoga Hersza Szpejberga i Jakuba Zaksa w Łodzi (ul. Widzewska 42)
- Synagoga Iczego Walda w Łodzi
- Synagoga Hersza Sznejberga w Łodzi
- Synagoga Mendela Wieruszewskiego w Łodzi
- Synagoga Chaima Birnbauma w Łodzi
- Synagoga Lejzera Grosmana w Łodzi
- Synagoga Fajwela Fajlłowicza w Łodzi

Wolborska:
- Synagoga Moszka Orbacha w Łodzi
- Synagoga Nusyna Nachmana Żelechowskiego w Łodzi
- Synagoga Hercka Kaczki w Łodzi
- Synagoga Idela Lubochińskiego w Łodzi
- Synagoga Moszka Libermensza w Łodzi
- Synagoga Lejba Lajpcigera i Elji Pantela w Łodzi

Wólczańska:
- Synagoga Szmerłowicza w Łodzi

Wschodnia:
- Synagoga Chunego Hamburskiego w Łodzi
- Synagoga Arona Kona w Łodzi (ul. Wschodnia 10)
- Synagoga Arona Russaka w Łodzi
- Synagoga Wigdora Jakubowicza i Chaskiela Banata w Łodzi (ul. Wschodnia 18)
- Synagoga Zalmana Bibergala i Majera Lichtensztejna w Łodzi (ul. Wschodnia 24)
- Synagoga Zeliga Rajbenbacha w Łodzi (ul. Wschodnia 25)
- Synagoga Arona Czlenowa i Zalmy Krenicera w Łodzi
- Synagoga Zalmana Bibergala i Majera Lichtensztejna w Łodzi (ul. Wschodnia 29)
- Synagoga Szlamy Kaca w Łodzi (ul. Wschodnia 33)
- Synagoga Pinkusa Libermana w Łodzi
- Synagoga Arona Rokmana i Dawida Epsztejna w Łodzi
- Synagoga Szmula Szlamowicza w Łodzi
- Synagoga Majera Kestenberga w Łodzi
- Synagoga Berka Lipszyca w Łodzi
- Synagoga Abrama Lipszyca w Łodzi (ul. Wschodnia 53)
- Synagoga Chaima Nejmana w Łodzi (ul. Wschodnia 54)
- Synagoga Icka Szalmy Mowszowicza w Łodzi
- Synagoga Abrama Lipszyca w Łodzi (ul. Wschodnia 58)
- Synagoga Mendela Krakowskiego w Łodzi
- Synagoga Bencjona Kissyna w Łodzi

### Z
Zachodnia:
- Synagoga w Łodzi (ul. Zachodnia 29)
- Synagoga Chaskiela Działowskiego w Łodzi (ul. Zachodnia 40)
- Synagoga Majera Berlinera w Łodzi
- Synagoga Majera Czaryskiego w Łodzi
- Synagoga chasydów z Aleksandrowa w Łodzi
- Synagoga Josela Urysona w Łodzi (ul. Zachodnia 66)
- Synagoga w Łodzi (ul. Zachodnia 78)

Zagajnikowa:
- Synagoga Chaima Nejmana w Łodzi (ul. Zagajnikowa)

Zarzewska (ob. S. Przybyszewskiego):
- Synagoga Mordki Markusa w Łodzi (ul. Zarzewska 5)
- Synagoga Majera Ejlenberg w Łodzi
- Synagoga Arona Ratnera w Łodzi

Zawadzka (ob. Zawiszy Czarnego na Bałutach lub A. Próchnika w Śródmieściu):
- Synagoga Majlcha Sztorka w Łodzi
- Synagoga Chaskiela Działowskiego w Łodzi (ul. Zawadzka 29)

Zgierska:
- Synagoga Chila Abrama Feldmana i Dawida Rozencwajga w Łodzi[2]
- Synagoga Lejba Szlamowicza w Łodzi
- Synagoga Icka Zimenfelda w Łodzi
- Synagoga Arona Falkego w Łodzi
- Synagoga w Łodzi (ul. Zgierska 32)

Zielona:
- Synagoga Jankiela Bławata w Łodzi

### Ż
Żurawia
- Synagoga Icka Orzecha w Łodzi
- Synagoga w Łodzi (ul. Żurawia 4)